# O Círculo do Poder
The Inner Circle (bra/prt: O Círculo do Poder) é um filme ítalo-russo-estadunidense de 1991, do gênero drama histórico-biográfico, dirigido por Andrei Konchalovsky.

## Sinopse
Baseado numa história real e com cenas gravadas no Kremlin, o filme conta a história de Ivan Sanchin, funcionário da KGB que se tornou operador de projeção de filmes privados de Joseph Stalin, a partir de 1939 até a morte do ditador, em 1953.

## Elenco
- Tom Hulce.... Ivan Sanchin
- Lolita Davidovich.... Anastácia
- Bob Hoskins.... Béria
- Aleksandr Zbruyev.... Stalin
- Feodor Chaliapin Jr..... Professor Bartnev
- Bess Meyer....Katya (aos 16 anos)

## Premiações
- Recebeu indicação em 1992 para o Festival de Berlim.
- Recebeu indicação para Prêmio Nika.